# Попони
Попоните или също франкските Бабенберги (на немски: Popponen, fränkischen Babenberger, Popponides, Popponians) произлизат от Грабфелдгау. Франкските Бабенберги не са еднакви с (австрийските) Бабенберги.
Името им е свързано с Бабенбург на Бамбергер Домберг. Произлизат от Робертините.
Прародител на рода е Попо († 839/841), който произлиза вероятно от граф Канкор († 771, граф на алеманите, граф на Саалгау) от Робертините и в началото на 9 век (по документи 819-839) е граф на Грабфелд, между днешните Бавария и Тюрингия. Женен е за жена от Хатонидите. Един от синовете му, Хайнрих, е първо princeps militiae при крал Лудвиг III Младши. По времето на император Карл Дебели, който има предпочитания към фамилията, Хайнрих става marchio francorum (маркграф на франките) и dux Austrasiorum (херцог на Австразия). Той е убит през 886 г. в боевете против норманите. Неговият брат, Попо (II) е по същото време маркграф на Тюрингия (880-892), но е свален от наследника на Крал III Арнулф. Той предпочитал вместо Попоните прозлизащите от Лангау Конрадини, които са били роднини с жена му Ода.
Конкуренцията между двата франкски рода Конрадини и Попони, позната като Babenberger Fehde през началото на 10 век за влияние над територията на среден Майн, се засилва по времето на източнофранкския крал Лудвиг IV, Детето. Командири на Франкските Бабенберги са били трите сина на херцог Хайнрих – Адалберт, Адалхард и Хайнрих, които се наричат фон Бабенбург и фон Бабенберг. Караницата завършва със загуба на влиянието във Франкония на Попоните. През 902 г. крал Лудвиг IV им отнема части от епископство Вюрцбург и ги дава на епископ Рудолф от Вюрцбург от Конрадините. Това води до дългогодишни боеве между двата рода. През 906 г. тримата братя са победени.
Хайнрих Бабенберг, син на Адалберт, преживява боевете. Той е вероятно прародител на Швайнфуртските графове и на младата Бабенбергска линия.